# Урдаревский, Александар
Александар Урдаревский (Урдаревски) (серб. и макед. Александар Урдаревски; 1920-1 февраля 1943) — югославский македонский партизан, командовал в годы Народно-освободительной войны Югославии 2-м Скопьевским партизанским отрядом. Народный герой Югославии. Партизанские псевдонимы — Станко или Санде.

## Биография
Из крестьян.
После окончания школы в Скопье, учился в сельскохозяйственной школе в Неготине. Стал участвовать в политической жизни, примкнул к марксистским кружкам. Стал членом Союза коммунистической молодежи Югославии, в 1938 году был избран секретарём молодежной ячейки школьных активистов. В конце 1939 года вступил в ряды Коммунистической партии Югославии. Активный участник революционного движения в Белграде. Подвергался арестам полицией, сидел в тюрьме. В тюрьме за участие в коммунистической деятельности подвергся пыткам, после освобождения из тюрьмы, продолжил свою политическую работу.
Поступил на аграрный факультет университета в Белграде. Учёбу прервало начало Второй мировой войны и оккупации Королевства Югославии. Вернувшись в Скопье, стал участником подготовки к вооруженной борьбе с оккупантами.
В августе 1941 года участвовал в формировании 1-го Скопьевского партизанского отряда. За голову живого или мёртвого А. Урдаревского оккупационными властями была назначена награда, но он продолжал борьбу.
После расформирования отряда, получил задание штаба связаться с косовским партизанами, выполнил поставленную задачу и стал командиром совместного македонско-косовского отряда партизан.
В 1942 году он сформировал 2-й Скопьевский партизанский отряд, где был сперва заместителем командира, а позже — командиром.
В 1943 году командовал партизанским отрядом, действовавшим против итальянцев и Балли Комбетар в районе Скопье-Косово. Погиб в неравном бою с итало-албанскими частями.
20 декабря 1951 года посмертно был награждён званием Народного героя Югославии. Имя героя ныне носит родное село Чучер-Сандево.